# Euterpiodes pictimargo
Euterpiodes pictimargo là một loài bướm đêm trong họ Noctuidae.